# Liste der Flüsse in Wyoming

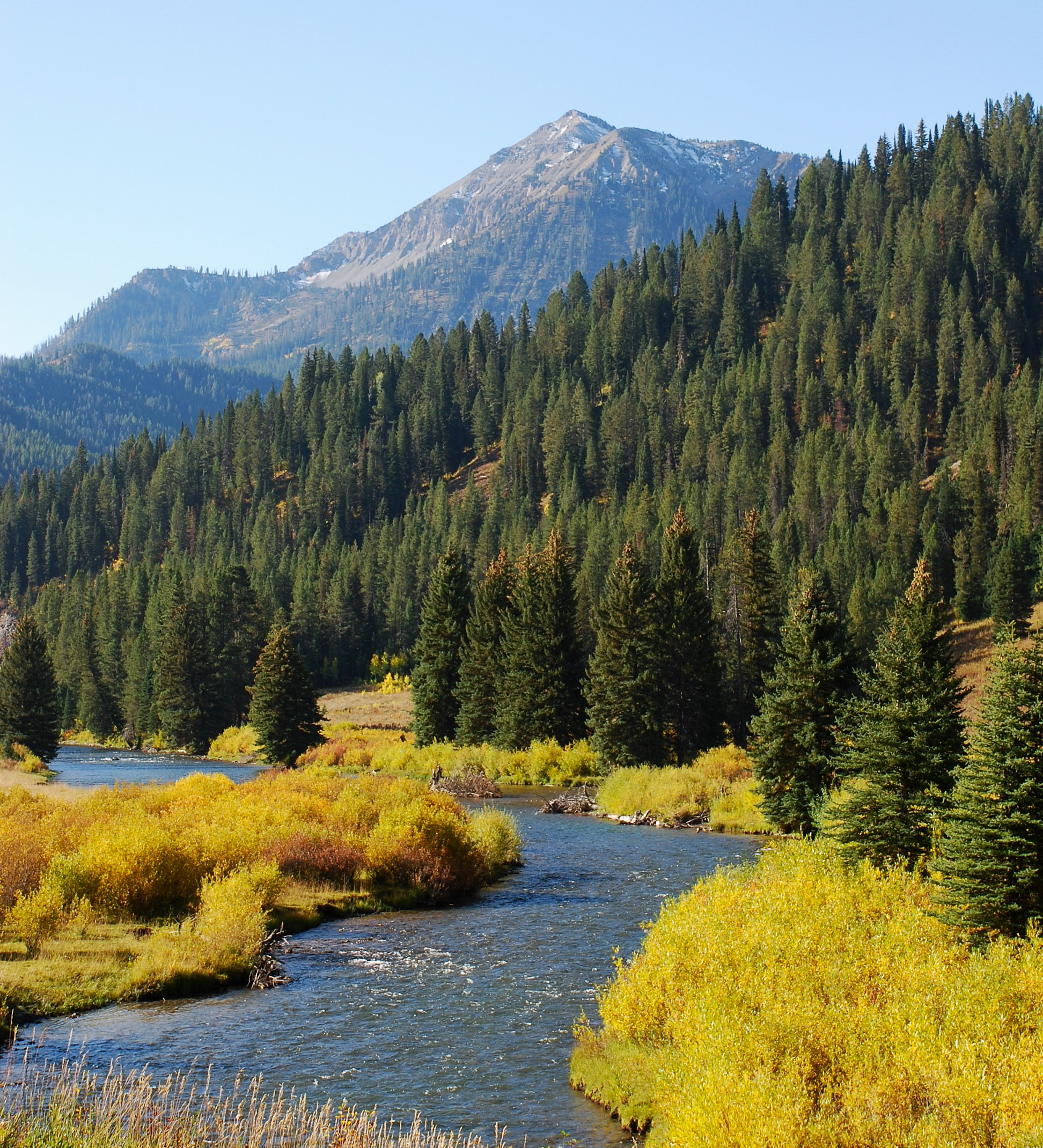
Der Greys River in der Salt River Range

Die Liste der Flüsse in Wyoming nennt die wichtigsten Flüsse im US-Bundesstaat Wyoming in alphabetischer Reihenfolge und nach Einzugsgebieten geordnet.

## Wichtigste Flüsse
Die folgende Tabelle listet alle Flüsse, die teilweise oder vollständig durch den Bundesstaat Wyoming fließen und wenigstens eines der folgenden Kriterien erfüllen:
- Gesamtlänge von mindestens 200 km
- Gesamteinzugsgebiet von mindestens 2.500 km²
- Mittlerer Abfluss am niedrigsten Pegel von mindestens 5,0 m³/s

| Name                          | Gesamtlänge | Länge in Wyoming | EZG         | EZG in Wyoming | MQ an der Mündung | MQ in Wyoming |
| ----------------------------- | ----------- | ---------------- | ----------- | -------------- | ----------------- | ------------- |
| Antelope Creek                | 128 km      | 128 km           | 2.700 km²   | 2.700 km²      | 0,28 m³/s         | 0,28 m³/s     |
| Bear River                    | 780 km      | 196 km           | 18.300 km²  | 3.920 km²      | 44,72 m³/s        | 11,75 m³/s    |
| Beaver Creek                  | 215 km      | 189 km           | 4.300 km²   | 3.080 km²      | 0,88 m³/s         | 0,88 m³/s     |
| Belle Fourche River           | 775 km      | 520 km           | 18.500 km²  | 10.100 km²     | 11,04 m³/s        | 2,07 m³/s     |
| Big Sandy River               | 223 km      | 223 km           | 4.600 km²   | 4.600 km²      | 1,95 m³/s         | 1,95 m³/s     |
| Bighorn River                 | 470 km      | 262 km           | 59.272 km²  | 49.500 km²     | 112,02 m³/s       | 61,52 m³/s    |
| Bitter Creek                  | 162 km      | 162 km           | 5.800 km²   | 5.800 km²      | 0,18 m³/s         | 0,18 m³/s     |
| Blacks Fork                   | 289 km      | 284 km           | 9.590 km²   | 8.930 km²      | 8,43 m³/s         | 8,43 m³/s     |
| Buffalo Fork                  | 44 km       | 44 km            | 0.991 km²   | 0.991 km²      | 16,93 m³/s        | 16,93 m³/s    |
| Bull Lake Creek               | 58 km       | 58 km            | 0.550 km²   | 0.550 km²      | 7,65 m³/s         | 7,65 m³/s     |
| Cheyenne River                | 630 km      | 174 km           | 65.000 km²  | 27.700 km²     | 24,90 m³/s        | 1,19 m³/s     |
| Clarks Fork Yellowstone River | 223 km      | 103 km           | 7.200 km²   | 3.240 km²      | 32,40 m³/s        | 26,06 m³/s    |
| Clear Creek                   | 173 km      | 173 km           | 3.000 km²   | 3.000 km²      | 5,17 m³/s         | 5,17 m³/s     |
| Crazy Woman Creek             | 161 km      | 161 km           | 2.500 km²   | 2.500 km²      | 1,13 m³/s         | 1,13 m³/s     |
| Crow Creek                    | 223 km      | 99 km            | 3.476 km²   | 1.390 km²      | -                 | 0,39 m³/s     |
| East Fork Wind River          | 57 km       | 57 km            | 1.120 km²   | 1.120 km³      | 7,04 m³/s         | 7,04 m³/s     |
| Encampment River              | 72 km       | 47 km            | 0.672 km²   | 0.519 km²      | 7,06 m³/s         | 7,06 m³/s     |
| Fall River                    | 103 km      | 52 km            | 1.310 km²   | 0.870 km²      | 20,47 m³/s        | -             |
| Firehole River                | 51 km       | 51 km            | 0.682 km²   | 0.682 km²      | 8,59 m³/s         | 8,59 m³/s     |
| Gallatin River                | 175 km      | 22 km            | 4.820 km²   | 0.161 km²      | 29,91 m³/s        | -             |
| Gardner River                 | 46 km       | 41 km            | 0.531 km²   | 0.522 km²      | 5,97 m³/s         | 4,59 m³/s     |
| Green River                   | 1185 km     | 485 km           | 124.578 km² | 44.400 km²     | 135,35 m³/s       | 52,18 m³/s    |
| Greybull River                | 180 km      | 180 km           | 3.000 km²   | 3.000 km²      | 5,11 m³/s         | 5,11 m³/s     |
| Greys River                   | 99 km       | 99 km            | 1.180 km²   | 1.180 km²      | 18,00 m³/s        | 18,00 m³/s    |
| Gros Ventre River             | 120 km      | 120 km           | 1.610 km²   | 1.610 km²      | 13,91 m³/s        | 13,91 m³/s    |
| Hams Fork                     | 239 km      | 239 km           | 1.600 km²   | 1.600 km²      | 4,58 m³/s         | 4,58 m³/s     |
| Hoback River                  | 83 km       | 83 km            | 1.480 km²   | 1.480 km²      | 19,81 m³/s        | 19,81 m³/s    |
| Horse Creek                   | 275 km      | 263 km           | 4.421 km²   | 4.240 km²      | 2,16 m³/s         | 1,11 m³/s     |
| Lamar River                   | 76 km       | 76 km            | 1.730 km²   | 1.210 km²      | 24,81 m³/s        | 24,81 m³/s    |
| Lance Creek                   | 153 km      | 153 km           | 5.415 km²   | 5.415 km²      | 0,72 m³/s         | 0,72 m³/s     |
| Laramie River                 | 450 km      | 382 km           | 11.821 km²  | 10.400 km²     | 3,70 m³/s         | 3,70 m³/s     |
| Lightning Creek               | 145 km      | 145 km           | 2.600 km²   | 2.600 km²      | -                 | -             |
| Little Bighorn River          | 233 km      | 31 km            | 3.320 km²   | 0.773 km²      | 7,86 m³/s         | -             |
| Little Medicine Bow River     | 106 km      | 106 km           | 2.500 km²   | 2.500 km²      | -                 | -             |
| Little Missouri River         | 965 km      | 190 km           | 24.600 km²  | 1.880 km²      | 15,20 m³/s        | -             |
| Little Powder River           | 265 km      | 147 km           | 5.300 km²   | 3.560 km²      | 1,11 m³/s         | 0,65 m³/s     |
| Little Snake River            | 253 km      | 77 km            | 10.500 km²  | 6.140 km²      | 15,80 m³/s        | 14,70 m³/s    |
| Little Wind River             | 95 km       | 95 km            | 4.930 km²   | 4.930 km²      | 15,70 m³/s        | 15,70 m³/s    |
| Lodgepole Creek               | 447 km      | 139 km           | 8.600 km²   | 3.210 km²      | 0,25 m³/s         | 0,06 m³/s     |
| Madison River                 | 229 km      | 18 km            | 6.590 km²   | 1.600 km²      | 46,65 m³/s        | -             |
| Medicine Bow River            | 269 km      | 269 km           | 6.200 km²   | 6.200 km²      | 4,92 m³/s         | 4,92 m³/s     |
| Muddy Creek                   | 207 km      | 207 km           | 3.254 km²   | 3.254 km²      | 0,40 m³/s         | 0,40 m³/s     |
| Muddy Creek                   | 104 km      | 104 km           | 2.510 km²   | 2.480 km²      | 0,95 m³/s         | 0,95 m³/s     |
| New Fork River                | 130 km      | 130 km           | 3.300 km²   | 3.300 km²      | 20,13 m³/s        | 20,13 m³/s    |
| Niobrara River                | 784 km      | 72 km            | 32.000 km²  | 1.430 km²      | 53,14 m³/s        | 0,10 m³/s     |
| North Fork Shoshone River     | 103 km      | 103 km           | 2.200 km²   | 2.200 km²      | 23,60 m³/s        | 23,60 m³/s    |
| North Platte River            | 1152 km     | 721 km           | 80.031 km²  | 56.600 km²     | 21,12 m³/s        | 31,66 m³/s    |
| Nowood River                  | 236 km      | 236 km           | 5.200 km²   | 5.200 km²      | 13,71 m³/s        | 13,71 m³/s    |
| Pacific Creek                 | 55 km       | 55 km            | 0.423 km²   | 0.423 km²      | 7,37 m³/s         | 7,37 m³/s     |
| Popo Agie River               | 34 km       | 34 km            | 2.080 km²   | 2.080 km²      | 9,45 m³/s         | 9,45 m³/s     |
| Powder River                  | 690 km      | 334 km           | 34.700 km²  | 24.200 km²     | 15,98 m³/s        | 7,66 m³/s     |
| Rock Creek                    | 201 km      | 201 km           | 1.400 km²   | 1.400 km²      | 0,88 m³/s         | 0,88 m³/s     |
| Salt River                    | 135 km      | 135 km           | 2.310 km²   | 1.270 km²      | 21,70 m³/s        | 21,70 m³/s    |
| Separation Creek              | 112 km      | 112 km           | 2.900 km²   | 2.900 km²      | 0,05 m³/s         | 0,05 m³/s     |
| Shoshone River                | 120 km      | 120 km           | 7.700 km²   | 7.070 km²      | 32,23 m³/s        | 32,23 m³/s    |
| Snake River                   | 1735 km     | 244 km           | 280.000 km² | 13.300 km²     | 1555,77 m³/s      | 154,04 m³/s   |
| South Fork Powder River       | 223 km      | 223 km           | 3.200 km²   | 3.200 km²      | 1,05 m³/s         | 1,05 m³/s     |
| South Fork Shoshone River     | 112 km      | 112 km           | 1.700 km²   | 1.700 km²      | 11,09 m³/s        | 11,09 m³/s    |
| Sweetwater River              | 383 km      | 383 km           | 6.154 km²   | 6.154 km²      | 3,38 m³/s         | 3,38 m³/s     |
| Tongue River                  | 452 km      | 100 km           | 13.990 km²  | 4.230 km²      | 11,60 m³/s        | 11,39 m³/s    |
| Wind River                    | 296 km      | 296 km           | 20.100 km²  | 20.100 km²     | 38,00 m³/s        | 38,00 m³/s    |
| Yellowstone River             | 1098 km     | 190 km           | 181.299 km² | 86.700 km²     | 351,86 m³/s       | 58,66 m³/s    |

## Sortierung nach Einzugsgebiet
Die folgende Auflistung ist nach dem Einzugsgebiet gegliedert, wobei die Zuflüsse dem jeweiligen Fluss zugeordnet sind. Die Nebenflüsse sind von der Mündung zur Quelle sortiert.

### Östlich derkontinentalen Wasserscheide

#### Einzugsgebiet desPlatte River
- Einzugsgebiet des South Platte RiverSouth Platte River
  - Lodgepole Creek – 447 km
    - Spring Creek – 42 km
    - Muddy Creek – 43 km
    - South Lodgepole Creek – 38 km
    - North Lodgepole Creek – 22 km

  - Crow Creek – 223 km
    - North Fork Crow Creek – 27 km
    - Middle Crow Creek – 48 km

  - Lone Tree Creek – 164 km
  - Cache la Poudre River

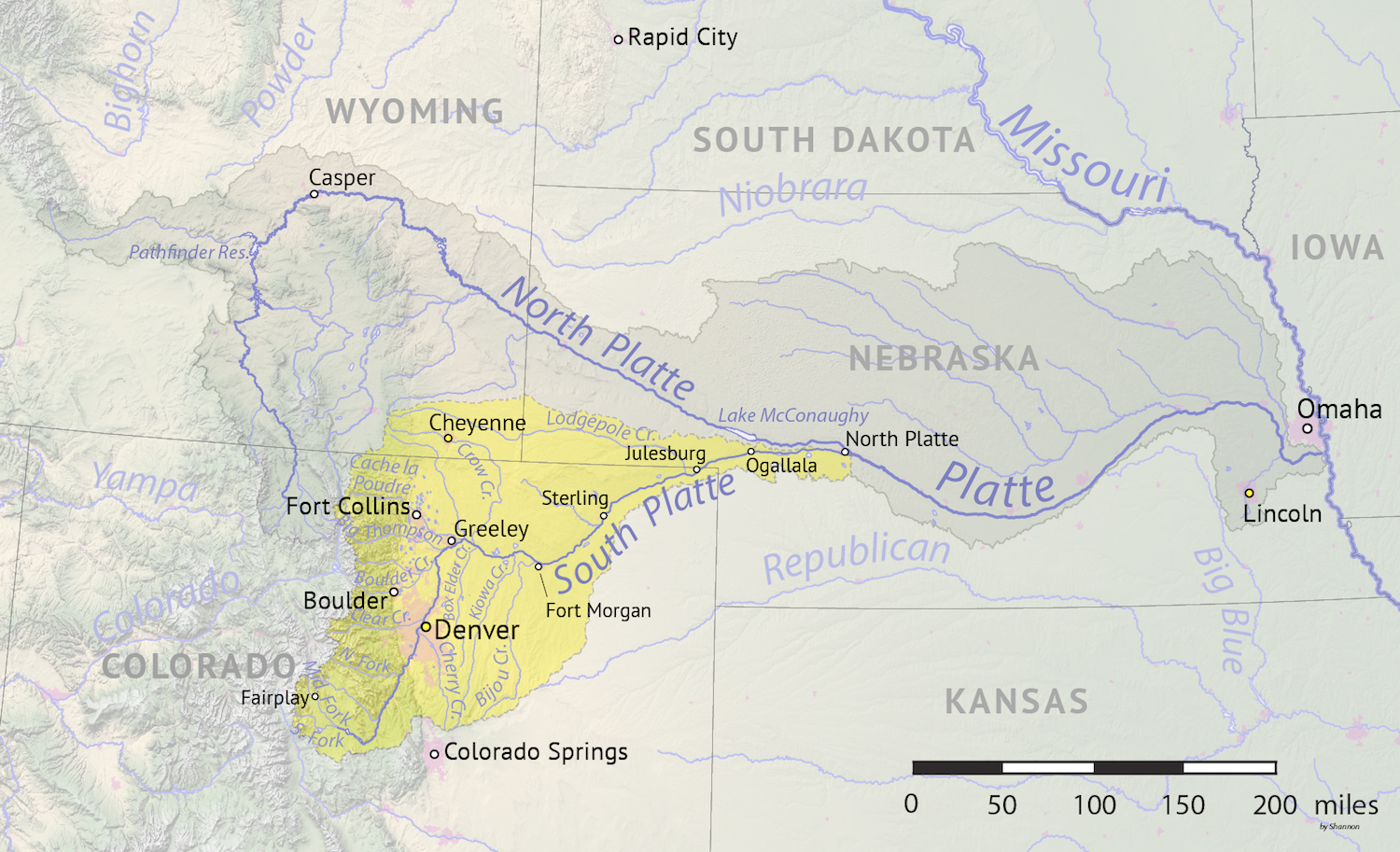
Einzugsgebiet des South Platte River

    - North Fork Cache la Poudre River
      - Dale Creek – 51 km
- Einzugsgebiet des North Platte RiverNorth Platte River – 1.152 km
  - Sheep Creek – 66 km
  - Horse Creek – 275 km
    - Bear Creek – 92 km
      - Fox Creek – 37 km
      - Little Bear Creek – 55 km

    - Little Horse Creek – 25 km
    - South Fork Horse Creek – 24 km

  - Rawhide Creek – 114 km
  - Laramie River – 450 km
    - Deer Creek – 24 km
    - Chugwater Creek – 149 km
      - Hunton Creek – 24 km
      - Richeau Creek – 44 km
      - South Chugwater Creek – 33 km
      - Middle Chugwater Creek – 30 km

    - North Laramie River – 139 km
      - Fish Creek – 46 km
      - Bear Creek – 25 km

    - Dry Laramie River – 33 km
    - Sybille Creek – 64 km
      - Bluegrass Creek – 34 km

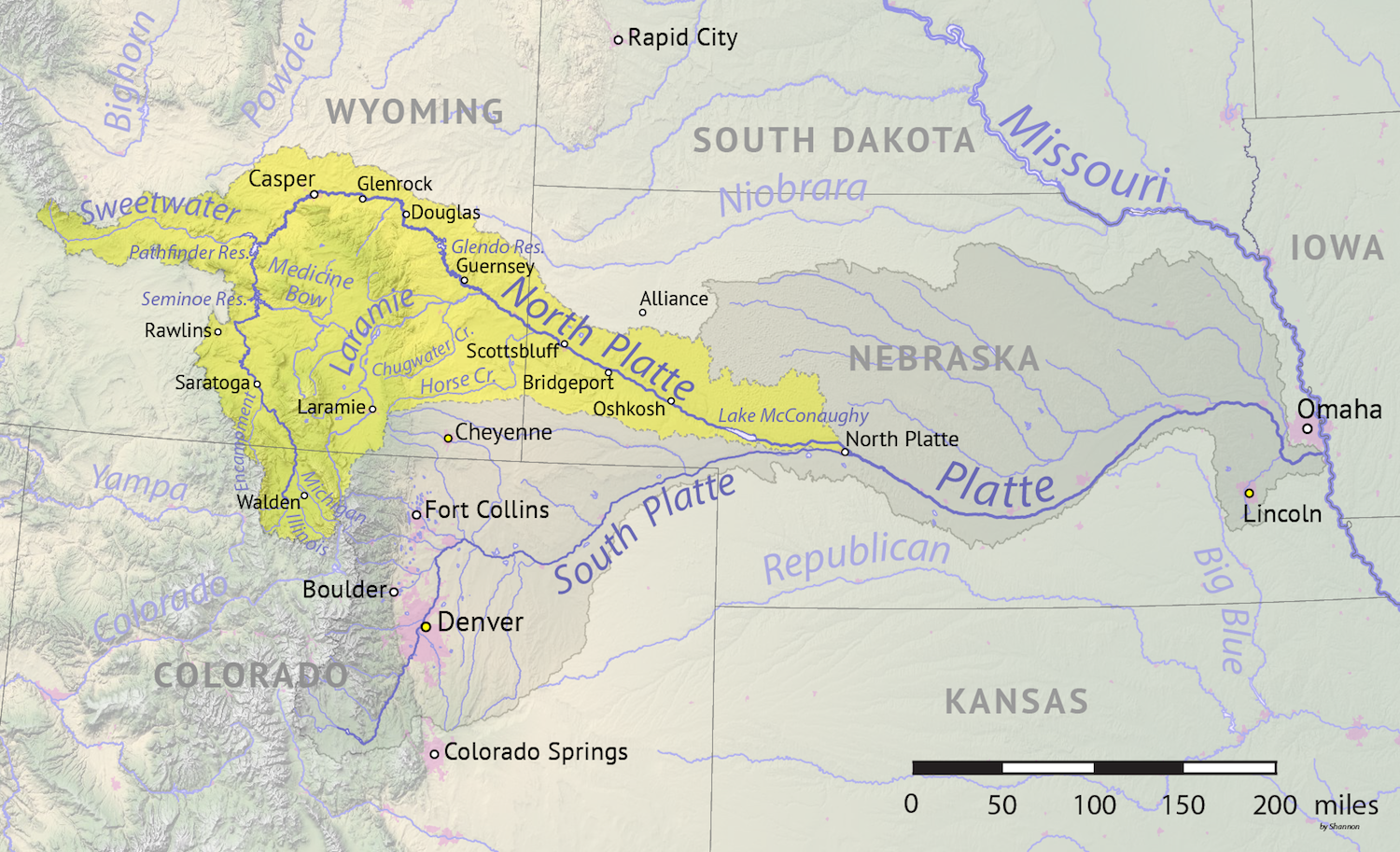
Einzugsgebiet des North Platte River

      - South Fork Sybille Creek – 41 km
      - Middle Sybille Creek – 33 km
      - North Sybille Creek – 31 km

    - Luman Creek – 23 km
    - Duck Creek – 39 km
    - Fourmile Creek – 47 km
    - Little Laramie River – 74 km
      - North Fork Little Laramie River – 26 km
      - Middle Fork Little Laramie River – 29 km

    - Fivemile Creek – 20 km
      - Lone Tree Creek – 34 km
      - Willow Creek – 29 km

    - Sand Creek  – 72 km
    - Fox Creek – 19 km
    - Boswell Creek – 22 km
    - Johnson Creek – 20 km

  - Broom Creek – 41 km
  - Cottonwood Creek – 73 km
  - Horseshoe Creek – 79 km
    - Spring Creek – 29 km
    - Roaring Fork – 19 km

  - Muddy Creek – 52 km
  - Elkhorn Creek – 34 km
  - La Bonte Creek – 67 km
    - West Fork La Bonte Creek – 39 km

  - Wagon Hound Creek – 62 km
  - La Prele Creek – 84 km
  - Sage Creek – 57 km
  - Box Elder Creek – 79 km
  - Deer Creek – 81 km
  - Muddy Creek – 43 km
    - Smith Creek – 24 km

  - Casper Creek – 34 km
    - Middle Fork Casper Creek – 131 km
    - South Fork Casper Creek – 98 km

  - Poison Spider Creek – 89 km
  - Bates Creek – 71 km
  - Canyon Creek – 23 km
  - Sweetwater River – 383 km
    - Arkansas Creek – 48 km
    - Horse Creek – 41 km
    - Dry Creek – 70 km
    - Sage Hen Creek – 54 km
    - Crooks Creek – 55 km
    - Alkali Creek – 22 km
    - Strawberry Creek – 20 km
    - Rock Creek – 37 km
    - Willow Creek  – 33 km
    - Pine Creek – 26 km
    - Lander Creek – 30 km
      - Blucher Creek – 23 km

    - East Sweetwater River – 22 km
    - Little Sweetwater River – 12 km

  - Sand Creek – 32 km
  - Deweese Creek – 21 km
  - Sage Creek – 17 km
    - Dry Creek – 44 km

  - Medicine Bow River – 269 km
    - Austin Creek – 30 km
    - Little Medicine Bow River – 106 km
      - Muddy Creek – 91 km
      - namenloser Zufluss[Anm. 2] – 101 km
        - Mule Creek – 22 km

      - North Fork Little Medicine Bow River – 29 km

    - Rock Creek – 201 km
      - Sevenmile Creek – 36 km
      - Threemile Creek – 38 km
        - Coalbank Creek – 26 km

    - Foote Creek – 91 km
    - Wagonhound Creek – 41 km
    - Mill Creek – 19 km

  - Pass Creek – 116 km
  - Sage Creek – 58 km
  - Jack Creek – 67 km
  - Spring Creek – 9 km
    - North Spring Creek – 50 km
    - South Spring Creek – 36 km

  - Cow Creek – 38 km
  - Encampment River – 72 km
  - Beaver Creek – 34 km
  - Big Creek – 27 km
    - South Fork Big Creek – 30 km

  - Douglas Creek – 51 km
    - Pelton Creek – 25 km

#### Einzugsgebiet desMissouri River
- Niobrara River – 784 km
- Cheyenne River – 630 km
  - Einzugsgebiet des Belle Fourche RiverBelle Fourche River – 775 km
    - Owl Creek – 185 km
    - Crow Creek – 78 km
    - Redwater River
      - Redwater Creek – 55 km
        - South Redwater Creek – 36 km
          - Sand Creek – 38 km
            - Cold Springs Creek – 58 km

        - North Redwater Creek – 22 km

      - Hay Creek – 39 km
        - South Fork Hay Creek – 27 km
        - North Fork Hay Creek – 23 km

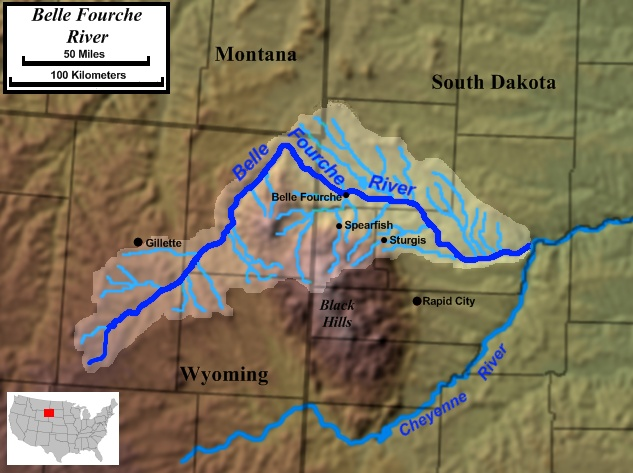
Einzugsgebiet des Belle Fourche River

          - Middle Fork Hay Creek – 26 km

    - Oak Creek – 37 km
    - Beaver Creek – 66 km
    - Blacktail Creek – 34 km
    - Lyttle Creek – 32 km
    - Miller Creek – 27 km
    - Inyan Kara Creek – 121 km
    - Arch Creek – 68 km
    - Donkey Creek – 109 km
    - Buffalo Creek – 72 km
    - Raven Creek – 71 km
    - Four Horse Creek – 56 km
    - Caballo Creek – 79 km

  - Hat Creek
    - Indian Creek – 112 km
      - Oat Creek – 31 km
      - Brush Creek – 42 km

  - Cottonwood Creek – 67 km
  - Beaver Creek – 215 km
    - Stockade Beaver Creek – 123 km
      - Salt Creek – 41 km

    - Blacktail Creek – 45 km
    - South Beaver Creek – 67 km
    - Oil Creek – 81 km
      - Skull Creek – 76 km

    - Mush Creek – 69 km

  - Robbers Roost Creek – 40 km
  - Alkali Creek – 58 km
  - Lance Creek – 153 km
    - Old Woman Creek – 92 km
      - Sage Creek – 40 km
      - Young Woman Creek – 46 km

    - Buck Creek – 47 km
    - Dogie Creek – 42 km
    - Cow Creek – 71 km
    - Lightning Creek – 145 km
      - Twentymile Creek – 100 km
      - Walker Creek – 89 km
      - Dry Creek – 97 km
      - Box Creek – 55 km

    - Little Lightning Creek – 49 km

  - Snyder Creek – 51 km
  - Lodgepole Creek – 120 km
    - Wildcat Creek – 40 km
    - Hay Creek – 47 km

  - Black Thunder Creek – 112 km
    - Little Thunder Creek – 90 km

  - Dry Fork Cheyenne River – 132 km
  - Antelope Creek – 128 km
    - Porcupine Creek – 54 km
    - Spring Creek – 50 km
    - Sand Creek – 89 km
    - Bates Creek – 51 km
- Little Missouri River – 965 km
  - Thompson Creek – 114 km
    - North Thompson Creek – 33 km

  - North Fork Little Missouri River – 64 km
  - Prairie Creek – 62 km
- Einzugsgebiet des Yellowstone RiverYellowstone River – 1.098 km
  - Powder River – 690 km
    - Little Powder River – 265 km
      - Ranch Creek – 44 km
      - Dry Creek – 48 km
      - Olmstead Creek – 43 km
      - Duck Creek – 46 km
      - Horse Creek – 71 km
        - Wildcat Creek – 50 km

      - Cottonwood Creek – 62 km

    - Bitter Creek – 65 km
    - S A Creek – 46 km
    - L X Bar Creek – 39 km
    - Clear Creek – 173 km
      - Buffalo Creek – 56 km
      - Piney Creek – 49 km
        - South Piney Creek – 37 km
        - North Piney Creek – 30 km

      - Rock Creek – 27 km
        - South Rock Creek – 30 km

      - Bull Creek – 28 km
      - North Clear Creek – 30 km
      - South Clear Creek – 23 km

    - Spotted Horse Creek – 47 km
    - Wild Horse Creek – 116 km
    - Crazy Woman Creek – 161 km
      - Dry Creek – 56 km
      - Wallows Creek – 33 km

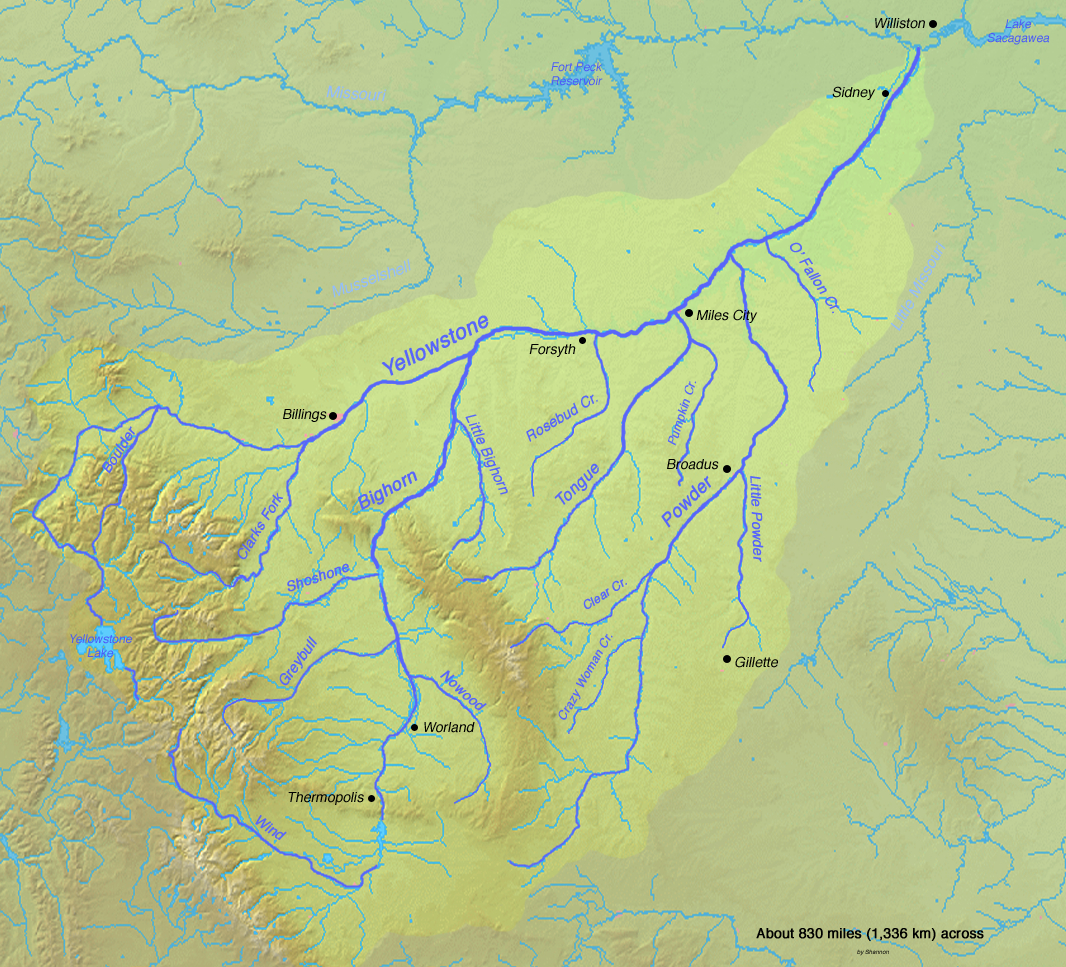
Einzugsgebiet des Yellowstone River

      - North Fork Crazy Woman Creek – 83 km
        - Middle Fork Crazy Woman Creek – 48 km
        - Muddy Creek – 38 km

      - South Fork Crazy Woman Creek – 52 km

    - Fortification Creek – 47 km
    - Dead Horse Creek – 72 km
    - Beaver Creek – 70 km
    - Nine Mile Creek – 61 km
    - Dry Fork Powder River – 77 km
    - Salt Creek – 145 km
      - Castle Creek – 73 km
      - Teapot Creek – 47 km

    - South Fork Powder River – 223 km
      - Cottonwood Creek – 60 km
      - Wallace Creek – 59 km

    - Middle Fork Powder River – 109 km
      - Red Fork Powder River – 37 km
      - Beaver Creek – 36 km
      - Buffalo Creek – 75 km

    - North Fork Powder River – 125 km

  - Tongue River – 452 km
    - Hanging Woman Creek – 105 km
    - Badger Creek – 47 km
    - Prairie Dog Creek – 88 km
    - Goose Creek – 21 km
      - Soldier Creek – 40 km
      - Big Goose Creek – 41 km
        - West Fork Big Goose Creek – 23 km
        - East Fork Big Goose Creek – 29 km

      - Little Goose Creek – 47 km

    - Wolf Creek – 42 km
    - Columbus Creek – 33 km
    - North Tongue River – 35 km
    - South Tongue River – 23 km

  - Einzugsgebiet des Bighorn RiverBighorn River/Wind River – 766 km
    - Little Bighorn River – 233 km
      - Lodge Grass Creek – 110 km
      - Pass Creek
        - Twin Creek – 30 km
        - East Pass Creek – 24 km
        - West Pass Creek – 25 km

    - Porcupine Creek – 47 km
    - Crooked Creek – 42 km
    - Shoshone River – 120 km

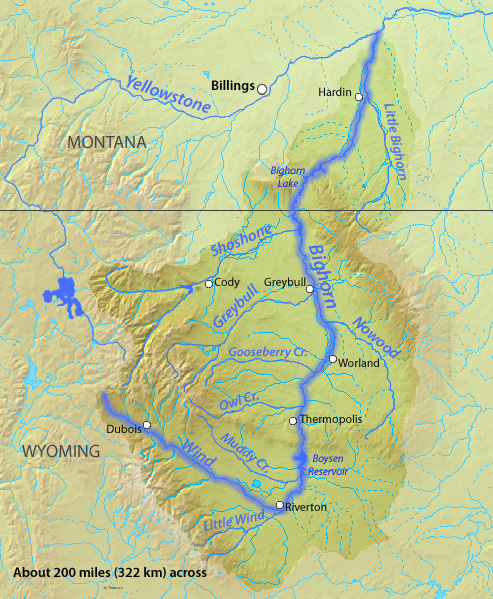
Einzugsgebiet des Bighorn River

      - Sage Creek (Shoshone River, Big Horn County) – 107 km
      - Coon Creek – 53 km
      - Whistle Creek – 65 km
      - Alkali Creek Patch – 30 km
      - Sage Creek (Shoshone River, Park County) – 61 km
      - South Fork Shoshone River – 112 km
        - Carter Creek – 20 km
        - Ishawooa Creek – 29 km

      - North Fork Shoshone River – 103 km
        - Rattlesnake Creek – 21 km
        - Trout Creek – 25 km
        - Big Creek – 20 km
        - Elk Fork – 20 km
        - Sweetwater Creek – 23 km
        - Gunbarrel Creek – 13 km
        - Fishhawk Creek – 24 km
        - Eagle Creek – 23 km

    - Five Springs Creek – 26 km
    - Crystal Creek – 33 km
    - Bear Creek – 50 km
    - Little Dry Creek – 36 km
    - Shell Creek – 80 km
      - Beaver Creek – 25 km
      - Horse Creek – 23 km
      - Trapper Creek – 32 km
      - White Creek – 23 km

    - Dry Creek – 147 km
    - Greybull River – 180 km
      - Dorsey Creek – 34 km
      - Meeteetse Creek – 49 km
      - Spring Creek – 41 km
      - Rawhide Creek – 39 km
      - Wood River – 55 km
        - South Fork Wood River – 24 km
        - Middle Fork Wood River – 21 km

      - Francs Fork – 23 km

    - Elk Creek – 61 km
    - Nowood River – 236 km
      - Sand Creek – 42 km
      - Paint Rock Creek – 64 km
        - Medicine Lodge Creek – 40 km
        - North Paint Rock Creek – 23 km

      - Big Cottonwood Creek – 42 km
      - Brokenback Creek – 27 km
      - Tensleep Creek – 27 km
        - Canyon Creek – 47 km
        - West Tensleep Creek – 29 km

      - Spring Creek – 38 km
      - Otter Creek – 11 km
        - South Fork Otter Creek – 26 km
        - North Fork Otter Creek – 24 km

      - Buffalo Creek – 46 km
      - Deep Creek – 33 km

    - Fivemile Creek – 39 km
    - Fifteenmile Creek – 135 km
      - Middle Fork Fifteenmile Creek – 38 km

    - Nowater Creek – 86 km
      - East Fork Nowater Creek – 54 km

    - Gooseberry Creek – 146 km
      - Enos Creek – 26 km

    - Cottonwood Creek – 108 km
      - Grass Creek – 80 km

    - Kirby Creek – 51 km
    - Owl Creek – 70 km
      - South Fork Owl Creek – 71 km
      - North Fork Owl Creek – 59 km

    - Cottonwood Creek – 57 km
    - Muddy Creek – 94 km
    - Badwater Creek – 113 km
      - Bridger Creek – 57 km
      - Alkali Creek – 60 km

    - Poison Creek – 108 km
      - Deer Creek – 62 km

    - Fivemile Creek – 107 km
    - Muskrat Creek – 111 km
      - Conant Creek – 46 km

    - Little Wind River – 95 km
      - Beaver Creek – 144 km
      - Popo Agie River – 34 km
        - Little Popo Agie River – 93 km
          - Twin Creek – 56 km

        - North Popo Agie River – 60 km
        - Middle Popo Agie River – 45 km
          - Baldwin Creek – 31 km
            - Popo Agie Creek – 24 km

      - Mill Creek – 37 km
      - Trout Creek – 39 km
      - Sage Creek – 34 km
      - North Fork Little Wind River – 50 km
      - South Fork Little Wind River – 50 km

    - Dry Creek – 76 km
    - Bull Lake Creek –  58 km
    - Willow Creek – 23 km
      - Meadow Creek – 26 km
        - Bob Creek – 26 km

    - Crow Creek – 65 km
    - Dinwoody Creek – 50 km
    - East Fork Wind River – 57 km
      - Wiggins Fork – 54 km
      - Bear Creek – 37 km

    - Jakeys Fork – 30 km
    - Horse Creek – 48 km
    - Warm Spring Creek – 37 km
    - Du Noir Creek – 24 km

  - Clarks Fork Yellowstone River – 223 km
    - Rock Creek – 100 km
    - Cottonwood Creek – 61 km
    - Silver Tip Creek – 44 km
    - Bennett Creek – 28 km
    - Pat O'Hara Creek – 45 km
    - Paint Creek – 29 km
    - Dead Indian Creek – 34 km
    - Sunlight Creek – 48 km
    - Crandall Creek – 18 km
      - North Fork Crandall Creek – 25 km

    - Lake Creek – 23 km

  - Gardner River – 46 km
    - Lava Creek – 25 km
      - Lupine Creek – 13 km

    - Glen Creek – 14 km
    - Obsidian Creek – 19 km
    - Fawn Creek – 15 km

  - Blacktail Deer Creek – 20 km
  - Hellroaring Creek – 40 km
  - Lamar River – 76 km
    - Slough Creek – 40 km
      - Buffalo Creek – 33 km

    - Soda Butte Creek – 32 km
      - Pebble Creek – 24 km

    - Cache Creek – 27 km
    - Miller Creek – 22 km

  - Tower Creek – 22 km
  - Broad Creek – 28 km
  - Alum Creek – 26 km
  - Sour Creek – 25 km
  - Pelican Creek – 56 km
  - Thorofare Creek – 48 km
    - Open Creek – 21 km
- Gallatin River – 175 km
- Madison River – 229 km
  - Duck Creek
    - Grayling Creek – 36 km
    - Cougar Creek – 35 km
      - Maple Creek – 22 km

  - Gibbon River – 55 km
  - Firehole River – 51 km
    - Nez Perce Creek – 24 km
      - Magpie Creek – 25 km

    - Sentinel Creek – 17 km
    - White Creek – 13 km
    - Little Firehole River – 17 km

### Westlich der kontinentalen Wasserscheide

#### Einzugsgebiet desSnake River

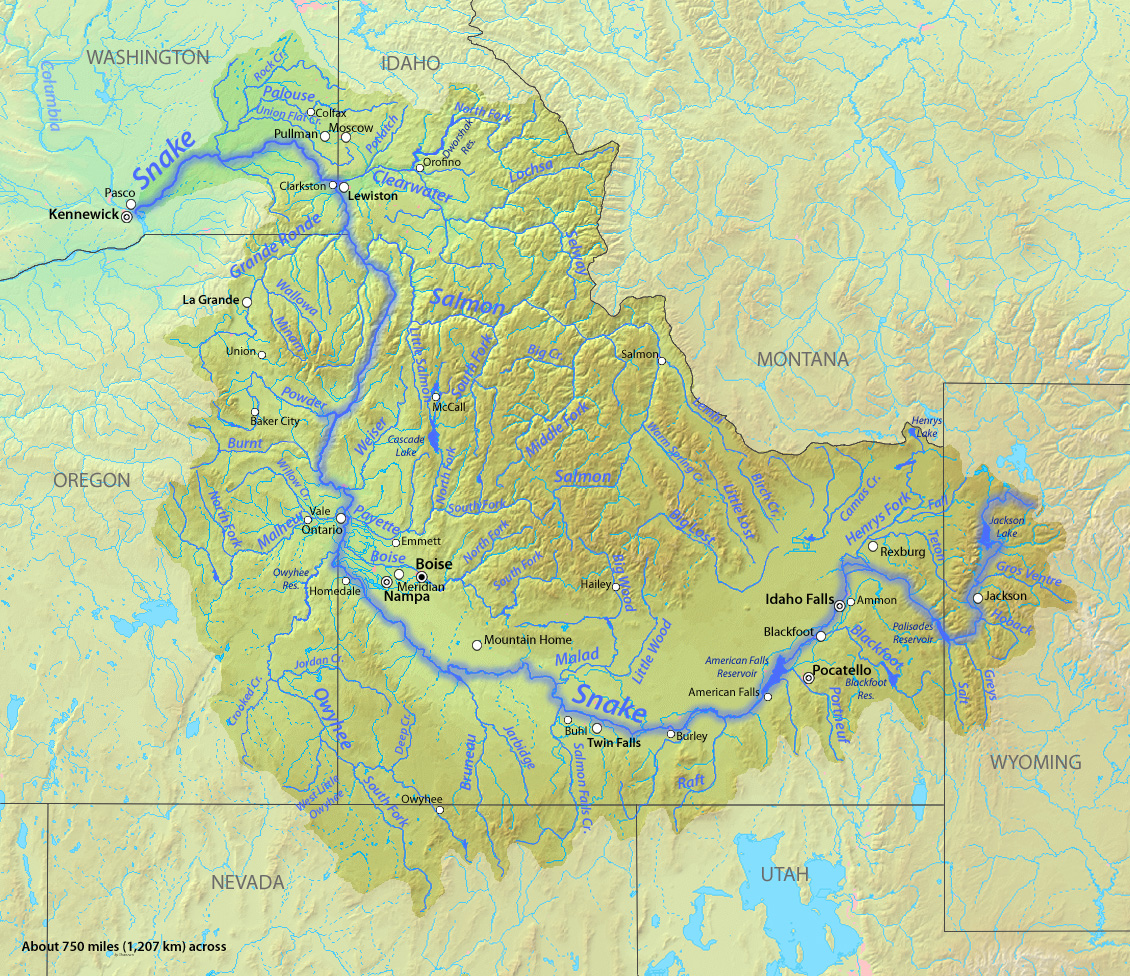
Einzugsgebiet des Snake River

- Einzugsgebiet des Snake RiverSnake River – 1.735 km
  - Henrys Fork
    - Teton River
      - Bitch Creek – 34 km
        - South Bitch Creek – 20 km

      - South Leigh Creek – 36 km
      - Teton Creek – 28 km
      - Fox Creek – 27 km
      - Trail Creek – 30 km

    - Fall River – 103 km
      - Conant Creek – 56 km
        - Squirrel Creek – 41 km

      - Bechler River – 28 km
        - Boundary Creek – 32 km

      - Mountain Ash Creek – 20 km
        - Proposition Creek – 15 km

  - Salt River – 135 km
    - Jackknife Creek – 28 km
    - Tincup Creek – 46 km
    - Strawberry Creek – 24 km
    - Willow Creek – 21 km
    - Stump Creek – 38 km
    - Crow Creek – 59 km
      - Spring Creek – 33 km

    - Swift Creek – 23 km
    - Cottonwood Creek – 21 km

  - Greys River – 99 km
    - Little Greys River – 41 km

  - Hoback River – 83 km
    - Willow Creek – 33 km
    - Granite Creek – 36 km
    - Shoal Creek – 27 km
    - Cliff Creek – 27 km
    - Dell Creek – 24 km
      - Jack Creek – 32 km

  - Flat Creek – 62 km
  - Fish Creek – 25 km
  - Gros Ventre River – 120 km
    - Crystal Creek – 31 km
    - Cottonwood Creek – 30 km
    - Fish Creek – 7 km
      - Bacon Creek – 24 km
      - North Fork Fish Creek – 31 km
      - South Fork Fish Creek – 50 km

  - Cottonwood Creek – 12 km
    - Cascade Creek – 13 km

  - Ditch Creek – 23 km
  - Spread Creek – 28 km
  - Buffalo Fork – 43 km
    - Lava Creek – 26 km
    - Blackrock Creek – 35 km
    - South Buffalo Fork – 43 km
    - North Buffalo Fork – 41 km

  - Pacific Creek – 55 km
  - Pilgrim Creek – 28 km
  - Polecat Creek – 25 km
  - Lewis River – 32 km
  - Heart River – 8 km

#### Einzugsgebiet des Großen Salzsees

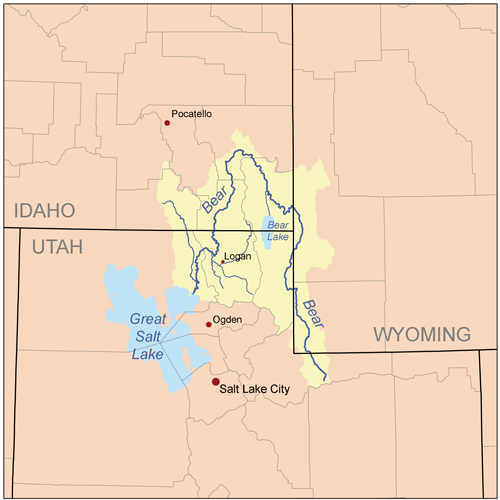
Einzugsgebiet des Bear River

- Einzugsgebiet des Bear RiverBear River – 780 km
  - Thomas Fork/Salt Creek – 75 km
  - Smiths Fork – 90 km
    - Muddy Creek – 20 km
    - Hobble Creek – 33 km
      - Coantag Creek – 22 km

  - Twin Creek – 43 km
  - Yellow Creek – 65 km
  - Sulphur Creek – 38 km
    - LaChapelle Creek – 24 km

  - Mill Creek – 42 km
- Weber River
  - Chalk Creek – 67 km

#### Einzugsgebiet des Green River

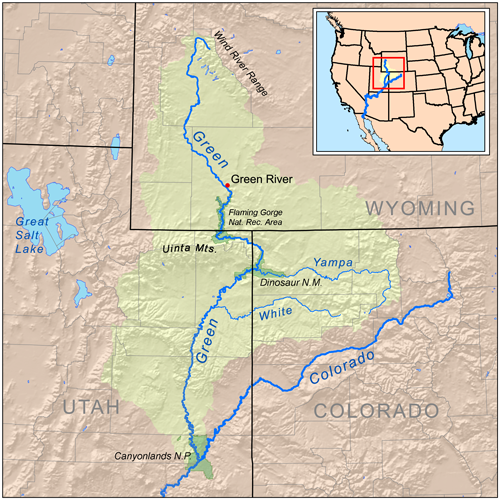
Einzugsgebiet des Green River

- Einzugsgebiet des Green RiverGreen River – 1.185 km
  - Einzugsgebiet des Yampa RiverYampa River
    - Little Snake River – 253 km
      - Sand Creek – 86 km
        - Red Creek – 21 km

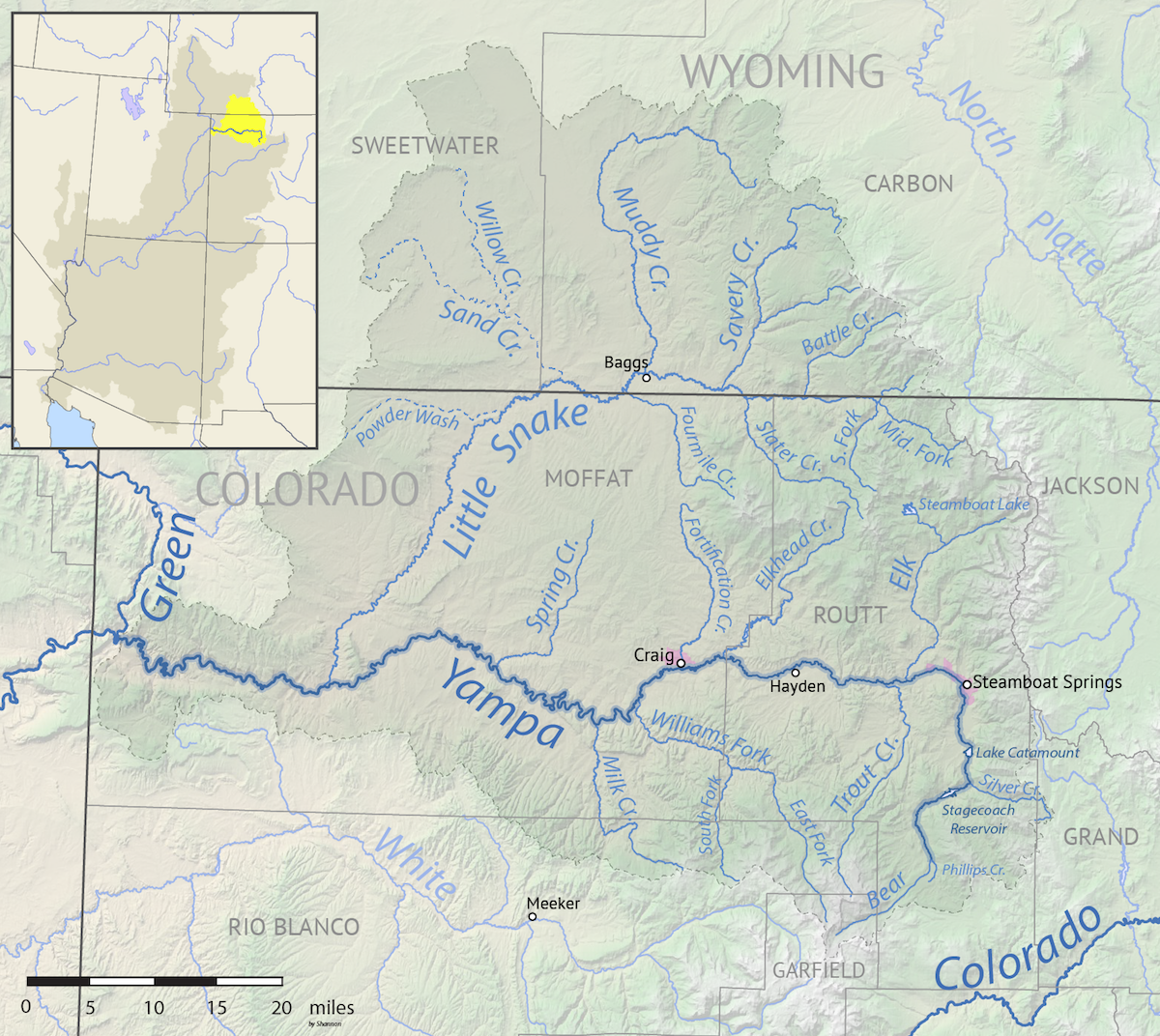
Einzugsgebiet des Yampa River

        - West Branch Willow Creek – 53 km
        - Skull Creek – 31 km

      - Fourmile Creek – 52 km
      - Muddy Creek – 207 km
        - Cherokee Creek – 28 km
        - Wild Cow Creek – 32 km
        - Cow Creek – 30 km
          - Dry Cow Creek – 27 km

      - Willow Creek – 40 km
      - Savery Creek – 51 km
        - Little Sandstone Creek – 25 km
        - Big Sandstone Creek – 31 km
        - Little Savery Creek – 23 km
        - North Fork Savery Creek – 31 km

      - Battle Creek – 39 km
      - Roaring Fork Little Snake River – 20 km
      - North Fork Little Snake River – 22 km

  - Vermillion Creek – 108 km
    - Shell Creek – 99 km
    - Canyon Creek – 38 km
    - Alkali Creek – 55 km

  - Red Creek – 49 km
  - Henrys Fork – 90 km
    - Burnt Fork – 31 km
    - Beaver Creek – 9 km
      - West Fork Beaver Creek – 27 km
      - Middle Fork Beaver Creek – 22 km

    - Poison Creek – 21 km

  - Spring Creek – 26 km
  - Currant Creek – 29 km
  - Blacks Fork – 289 km
    - Big Dry Creek – 55 km
    - Hams Fork – 239 km
      - Willow Creek – 25 km
      - West Fork Hams Fork – 33 km

    - Dry Muddy Creek – 53 km
    - Muddy Creek – 104 km
      - Little Muddy Creek – 87 km
        - Albert Creek – 51 km
          - Clear Creek – 28 km

        - Ryckman Creek – 26 km

      - West Muddy Creek – 28 km
      - East Muddy Creek – 22 km

    - Smiths Fork – 61 km
      - Cottonwood Creek – 67 km
        - Sage Creek – 38 km

      - Willow Creek – 31 km
      - West Fork Smiths Fork – 31 km
      - East Fork Smiths Fork – 47 km

    - West Fork Blacks Fork – 31 km
    - East Fork Blacks Fork – 26 km

  - Sage Creek – 55 km
  - Bitter Creek – 162 km
    - Little Bitter Creek – 59 km
    - Killpecker Creek – 53 km
    - Salt Wells Creek – 108 km
      - East Salt Wells Creek – 32 km

    - Black Butte Creek – 60 km

  - Alkali Creek – 47 km
  - Big Sandy River – 223 km
    - Little Sandy Creek – 132 km
      - Pacific Creek – 75 km
        - Jack Morrow Creek – 58 km

      - Dry Sandy Creek – 58 km

  - namenloser Zufluss – 81 km
  - Slate Creek – 35 km
  - Fontenelle Creek – 94 km
    - South Fork Fontenelle Creek – 28 km

  - La Barge Creek – 99 km
  - Dry Piney Creek – 38 km
  - South Piney Creek – 77 km
    - Fish Creek – 25 km

  - Middle Piney Creek – 63 km
  - North Piney Creek – 83 km
  - Muddy Creek – 76 km
  - New Fork River – 130 km
    - East Fork River – 96 km
      - Muddy Creek – 27 km

    - Boulder Creek – 39 km
    - Pole Creek – 53 km
      - Falls Creek – 36 km

    - Pine Creek – 45 km
    - Willow Creek – 35 km
      - Lake Creek – 30 km

  - Cottonwood Creek – 48 km
    - South Cottonwood Creek – 59 km
    - North Cottonwood Creek – 70 km

  - Horse Creek – 49 km
    - South Horse Creek – 38 km
    - North Horse Creek – 43 km

  - Beaver Creek – 5 km
    - South Beaver Creek – 45 km
    - North Beaver Creek – 34 km

  - Big Twin Creek – 22 km
  - Gypsum Creek – 24 km
  - Tosi Creek – 30 km
  - Roaring Fork – 23 km

### Great Divide Basin

#### Einzugsgebiet des Lost Creek Lake
- Lost Creek – 59 km
  - Arapahoe Creek – 23 km

#### Einzugsgebiet des Separation Lake
- Separation Creek – 112 km
  - Fillmore Creek – 55 km

#### Einzugsgebiet des Black Rock Lake
- Black Rock Creek – 60 km

#### Einzugsgebiet des Hay Reservoir
- Red Creek – 62 km
  - Bush Creek – 48 km
    - Bear Creek – 47 km

## Alphabetische Reihenfolge
A
- Albert Creek
- Alkali Creek, Zufluss zum Badwater Creek
- Alkali Creek, Zufluss zum Cheyenne River
- Alkali Creek, Zufluss zum Green River
- Alkali Creek, Zufluss zum Sweetwater River
- Alkali Creek, Zufluss zum Vermillion Creek
- Alkali Creek Patch
- Alum Creek
- Antelope Creek
- Arapahoe Creek
- Arch Creek
- Arkansas Creek
- Austin Creek

B
- Bacon Creek
- Badger Creek
- Badwater Creek
- Baldwin Creek
- Bates Creek, Zufluss zum Antelope Creek
- Bates Creek, Zufluss zum North Platte River
- Battle Creek
- Bear Creek, Zufluss zum Bighorn River
- Bear Creek, Zufluss zum Bush Creek
- Bear Creek, Zufluss zum East Fork Wind River
- Bear Creek, Zufluss zum Horse Creek
- Bear Creek, Zufluss zum North Laramie River
- Bear River
- Beaver Creek, Zufluss zum Belle Fourche River
- Beaver Creek, Zufluss zum Cheyenne River
- Beaver Creek, Zufluss zum Green River
- Beaver Creek, Zufluss zum Henrys Fork
- Beaver Creek, Zufluss zum Little Wind River
- Beaver Creek, Zufluss zum Middle Fork Powder River
- Beaver Creek, Zufluss zum North Platte River
- Beaver Creek, Zufluss zum Powder River
- Beaver Creek, Zufluss zum Shell Creek
- Bechler River
- Bennett Creek
- Big Cottonwood Creek
- Big Creek, Zufluss zum North Fork Shoshone River
- Big Creek, Zufluss zum North Platte River
- Big Dry Creek
- Big Goose Creek
- Bighorn River
- Big Sandstone Creek
- Big Sandy River
- Big Twin Creek
- Bitch Creek
- Bitter Creek, Zufluss zum Green River
- Bitter Creek, Zufluss zum Powder River
- Black Butte Creek
- Blackrock Creek
- Black Rock Creek
- Blacks Fork
- Blacktail Creek, Zufluss zum Beaver Creek
- Blacktail Creek, Zufluss zum Belle Fourche River
- Blacktail Deer Creek
- Black Thunder Creek
- Blucher Creek
- Bluegrass Creek
- Bob Creek
- Boswell Creek
- Boulder Creek
- Boundary Creek
- Box Creek
- Box Elder Creek
- Bridger Creek
- Broad Creek
- Brokenback Creek
- Broom Creek
- Brush Creek
- Buck Creek
- Buffalo Creek, Zufluss zum Belle Fourche River
- Buffalo Creek, Zufluss zum Clear Creek
- Buffalo Creek, Zufluss zum Middle Fork Powder River
- Buffalo Creek, Zufluss zum Nowood River
- Buffalo Creek, Zufluss zum Slough Creek
- Buffalo Fork
- Bull Creek
- Bull Lake Creek
- Burnt Fork
- Bush Creek

C
- Caballo Creek
- Cache Creek
- Canyon Creek, Zufluss zum North Platte River
- Canyon Creek, Zufluss zum Tensleep Creek
- Canyon Creek, Zufluss zum Vermillion Creek
- Carter Creek
- Cascade Creek
- Casper Creek
- Castle Creek
- Chalk Creek
- Cherokee Creek
- Chugwater Creek
- Clear Creek, Zufluss zum Albert Creek
- Clear Creek, Zufluss zum Powder River
- Cliff Creek
- Coalbank Creek
- Coantag Creek
- Cold Springs Creek
- Columbus Creek
- Conant Creek
- Coon Creek
- Cottonwood Creek, Zufluss zum Bighorn River
- Cottonwood Creek, Zufluss zum Cheyenne River
- Cottonwood Creek, Zufluss zum Clarks Fork Yellowstone River
- Cottonwood Creek, Zufluss zum Green River
- Cottonwood Creek, Zufluss zum Gros Ventre River
- Cottonwood Creek, Zufluss zum Little Powder River
- Cottonwood Creek, Zufluss zum North Platte River
- Cottonwood Creek, Zufluss zum Salt River
- Cottonwood Creek, Zufluss zum Smiths Fork
- Cottonwood Creek, Zufluss zum Snake River
- Cottonwood Creek, Zufluss zum South Fork Powder River
- Cottonwood Creek, Zufluss zum Wind River
- Cougar Creek
- Cow Creek, Zufluss zum Lance Creek
- Cow Creek, Zufluss zum Muddy Creek
- Crandall Creek
- Crazy Woman Creek
- Crooked Creek
- Crooks Creek
- Crow Creek, Zufluss zum Belle Fourche River
- Crow Creek, Zufluss zum Salt River
- Crow Creek, Zufluss zum South Platte River
- Crow Creek, Zufluss zum Wind River
- Crystal Creek, Zufluss zum Bighorn River
- Crystal Creek, Zufluss zum Gros Ventre River
- Currant Creek

D
- Dale Creek
- Dead Horse Creek
- Dead Indian Creek
- Deep Creek
- Deer Creek, Zufluss zum Laramie River
- Deer Creek, Zufluss zum North Platte River
- Deer Creek, Zufluss zum Poison Creek
- Dell Creek
- Deweese Creek
- Dinwoody Creek
- Ditch Creek
- Dogie Creek
- Donkey Creek
- Dorsey Creek
- Douglas Creek
- Dry Cow Creek
- Dry Creek, Zufluss zum Bighorn River
- Dry Creek, Zufluss zum Crazy Woman Creek
- Dry Creek, Zufluss zum Lightning Creek
- Dry Creek, Zufluss zum Little Powder River
- Dry Creek, Zufluss zum Sage Creek
- Dry Creek, Zufluss zum Shell Creek
- Dry Creek, Zufluss zum Sweetwater River
- Dry Creek, Zufluss zum Wind River
- Dry Fork Cheyenne River
- Dry Fork Little Bighorn River
- Dry Fork Powder River
- Dry Laramie River
- Dry Muddy Creek
- Dry Piney Creek
- Dry Sandy Creek
- Duck Creek, Zufluss zum Laramie River
- Duck Creek, Zufluss zum Little Powder River
- Du Noir Creek

E
- Eagle Creek
- East Fork Big Goose Creek
- East Fork Blacks Fork
- East Fork Nowater Creek
- East Fork River
- East Fork Smiths Fork
- East Fork Wind River
- East Muddy Creek
- East Pass Creek
- East Salt Wells Creek
- East Sweetwater River
- Elk Creek
- Elk Fork
- Elkhorn Creek
- Encampment River
- Enos Creek

F
- Fall River
- Falls Creek
- Fawn Creek
- Fifteenmile Creek
- Fillmore Creek
- Firehole River
- Fish Creek, Zufluss zum Gros Ventre River
- Fish Creek, Zufluss zum North Laramie River
- Fish Creek, Zufluss zum Snake River
- Fish Creek, Zufluss zum South Piney Creek
- Fishhawk Creek
- Fivemile Creek, Zufluss zum Bighorn River
- Fivemile Creek, Zufluss zum Laramie River
- Fivemile Creek, Zufluss zum Wind River
- Five Springs Creek
- Flat Creek
- Fontenelle Creek
- Foote Creek
- Fortification Creek
- Four Horse Creek
- Fourmile Creek, Zufluss zum Laramie River
- Fourmile Creek, Zufluss zum Little Snake River
- Fox Creek, Zufluss zum Bear Creek
- Fox Creek, Zufluss zum Laramie River
- Fox Creek, Zufluss zum Teton River
- Francs Fork

G
- Gallatin River
- Gardner River
- Gibbon River
- Glen Creek
- Gooseberry Creek
- Goose Creek
- Granite Creek
- Grass Creek
- Grayling Creek
- Green River
- Greybull River
- Greys River
- Gros Ventre River
- Gunbarrel Creek
- Gypsum Creek

H
- Hams Fork
- Hanging Woman Creek
- Hay Creek, Zufluss zum Lodgepole Creek
- Hay Creek, Zufluss zum Redwater River
- Heart River
- Hellroaring Creek
- Henrys Fork
- Hoback River
- Hobble Creek
- Horse Creek, Zufluss zum Green River
- Horse Creek, Zufluss zum Little Powder River
- Horse Creek, Zufluss zum North Platte River
- Horse Creek, Zufluss zum Shell Creek
- Horse Creek, Zufluss zum Sweetwater River
- Horse Creek, Zufluss zum Wind River
- Horseshoe Creek
- Hunton Creek

I
- Indian Creek
- Inyan Kara Creek
- Ishawooa Creek

J
- Jack Creek, Zufluss zum Dell Creek
- Jack Creek, Zufluss zum North Platte River
- Jackknife Creek
- Jack Morrow Creek
- Jakeys Fork
- Johnson Creek

K
- Killpecker Creek
- Kirby Creek

L
- La Barge Creek
- La Bonte Creek
- LaChapelle Creek
- Lake Creek, Zufluss zum Clarks Fork Yellowstone River
- Lake Creek, Zufluss zum Willow Creek
- Lamar River
- Lance Creek
- Lander Creek
- La Prele Creek
- Laramie River
- Lava Creek, Zufluss zum Buffalo Fork
- Lava Creek, Zufluss zum Gardner River
- Lewis River
- Lightning Creek
- Little Bear Creek
- Little Bighorn River
- Little Bitter Creek
- Little Dry Creek
- Little Firehole River
- Little Goose Creek
- Little Greys River
- Little Horse Creek
- Little Laramie River
- Little Lightning Creek
- Little Medicine Bow River
- Little Missouri River
- Little Muddy Creek
- Little Popo Agie River
- Little Powder River
- Little Sandstone Creek
- Little Sandy Creek
- Little Savery Creek
- Little Snake River
- Little Sweetwater River
- Little Thunder Creek
- Little Wind River
- Lodge Grass Creek
- Lodgepole Creek, Zufluss zum Cheyenne River
- Lodgepole Creek, Zufluss zum South Platte River
- Lone Tree Creek, Zufluss zum Five Mile Creek
- Lone Tree Creek, Zufluss zum South Platte River
- Lost Creek
- Luman Creek
- Lupine Creek
- L X Bar Creek
- Lyttle Creek

M
- Madison River
- Magpie Creek
- Maple Creek
- Meadow Creek
- Medicine Bow River
- Medicine Lodge Creek
- Meeteetse Creek
- Middle Chugwater Creek
- Middle Crow Creek
- Middle Fork Beaver Creek
- Middle Fork Casper Creek
- Middle Fork Crazy Woman Creek
- Middle Fork Fifteenmile Creek
- Middle Fork Hay Creek
- Middle Fork Little Laramie River
- Middle Fork Powder River
- Middle Fork Wood River
- Middle Piney Creek
- Middle Popo Agie River
- Middle Sybille Creek
- Mill Creek, Zufluss zum Bear River
- Mill Creek, Zufluss zum Little Wind River
- Mill Creek, Zufluss zum Medicine Bow River
- Miller Creek, Zufluss zum Belle Fourche River
- Miller Creek, Zufluss zum Lamar River
- Mountain Ash Creek
- Muddy Creek, Zufluss zum Blacks Fork
- Muddy Creek, Zufluss zum East Fork River
- Muddy Creek, Zufluss zum Green River
- Muddy Creek, Zufluss zum Little Medicine Bow River
- Muddy Creek, Zufluss zum Little Snake River
- Muddy Creek, Zufluss zum Lodgepole Creek
- Muddy Creek, Zufluss zum North Fork Crazy Woman Creek
- Muddy Creek, Zufluss zum North Platte River im Converse County
- Muddy Creek, Zufluss zum North Platte River im Platte County
- Muddy Creek, Zufluss zum Smiths Fork
- Muddy Creek, Zufluss zum Wind River
- Mule Creek
- Mush Creek
- Muskrat Creek

N
- New Fork River
- Nez Perce Creek
- Nine Mile Creek
- North Beaver Creek
- North Buffalo Fork
- North Clear Creek
- North Cottonwood Creek
- North Fork Crandall Creek
- North Fork Crazy Woman Creek
- North Fork Crow Creek
- North Fork Fish Creek
- North Fork Hay Creek
- North Fork Little Laramie River
- North Fork Little Medicine Bow River
- North Fork Little Missouri River
- North Fork Little Snake River
- North Fork Little Wind River
- North Fork Otter Creek
- North Fork Owl Creek
- North Fork Powder River
- North Fork Savery Creek
- North Fork Shoshone River
- North Horse Creek
- North Laramie River
- North Lodgepole Creek
- North Paint Rock Creek
- North Piney Creek
- North Platte River
- North Popo Agie River
- North Redwater Creek
- North Spring Creek
- North Sybille Creek
- North Thompson Creek
- North Tongue River
- Nowater Creek
- Nowood River

O
- Oak Creek
- Oat Creek
- Obsidian Creek
- Old Woman Creek
- Olmstead Creek
- Oil Creek
- Open Creek
- Otter Creek
- Owl Creek, Zufluss zum Belle Fourche River
- Owl Creek, Zufluss zum Bighorn River

P
- Pacific Creek, Zufluss zum Little Sandy Creek
- Pacific Creek, Zufluss zum Snake River
- Paint Creek
- Paint Rock Creek
- Pass Creek
- Pat O'Hara Creek
- Pebble Creek
- Pelican Creek
- Pelton Creek
- Pilgrim Creek
- Pine Creek, Zufluss zum New Fork River
- Pine Creek, Zufluss zum Sweetwater River
- Piney Creek
- Poison Creek, Zufluss zum Henrys Fork
- Poison Creek, Zufluss zum Wind River
- Poison Spider Creek
- Polecat Creek
- Pole Creek
- Popo Agie Creek
- Popo Agie River
- Porcupine Creek (Antelope Creek), Zufluss zum Antelope Creek
- Porcupine Creek (Bighorn River), Zufluss zum Bighorn River
- Porter Creek
- Powder River
- Prairie Creek
- Prairie Dog Creek
- Proposition Creek

R
- Ranch Creek
- Rattlesnake Creek
- Raven Creek
- Rawhide Creek (Greybull River), Zufluss zum Greybull River
- Rawhide Creek, Zufluss zum North Platte River
- Red Creek (Hay Reservoir), Zufluss des Hay Reservoir
- Red Creek (Green River), Zufluss zum Green River
- Red Creek (Sand Creek), Zufluss zum Sand Creek
- Redwater Creek
- Richeau Creek
- Roaring Fork, Zufluss zum Green River
- Roaring Fork, Zufluss zum Horseshoe Creek
- Roaring Fork Little Snake River
- Robbers Roost Creek
- Rock Creek (Clarks Fork Yellowstone River), Zufluss zum Clarks Fork Yellowstone River
- Rock Creek (Clear Creek), Zufluss zum Clear Creek
- Rock Creek (Medicine Bow River), Zufluss zum Medicine Bow River
- Rock Creek (Sweetwater River), Zufluss zum Sweetwater River
- Ryckman Creek

S
- Sage Creek (Cottonwood Creek), Zufluss zum Cottonwood Creek
- Sage Creek (Green River), Zufluss zum Green River
- Sage Creek (Little Wind River), Zufluss zum Little Wind River
- Sage Creek (Shirley Mountains), Zufluss zum North Platte River im nördlichen Carbon County
- Sage Creek (Sierra Madre Range), Zufluss zum North Platte River im südlichen Carbon County
- Sage Creek (Converse County), Zufluss zum North Platte River im Converse County
- Sage Creek (Old Woman Creek), Zufluss zum Old Woman Creek
- Sage Creek (Shoshone River, Big Horn County), Zufluss zum Shoshone River im Big Horn County
- Sage Creek (Shoshone River, Park County), Zufluss zum Shoshone River im Park County
- Sage Hen Creek
- Salt Creek (Powder River), Zufluss zum Powder River
- Salt Creek (Stockade Beaver Creek), Zufluss zum Stockade Beaver Creek
- Salt Creek (Thomas Fork), Zufluss zum Thomas Fork
- Salt River (Snake River)
- Salt Wells Creek
- Sand Creek (Antelope Creek), Zufluss zum Antelope Creek
- Sand Creek (Laramie River), Zufluss zum Laramie River
- Sand Creek (Little Snake River), Zufluss zum Little Snake River
- Sand Creek (North Platte River), Zufluss zum North Platte River
- Sand Creek (Nowood River), Zufluss zum Nowood River
- Sand Creek (South Redwater Creek), Zufluss zum South Redwater Creek
- Savery Creek
- S A Creek
- Sentinel Creek
- Separation Creek
- Sevenmile Creek
- Sheep Creek (North Platte River)
- Shell Creek (Bighorn River), Zufluss zum Bighorn River
- Shell Creek (Vermillion Creek), Zufluss zum Vermillion Creek
- Shoal Creek
- Shoshone River
- Silver Tip Creek
- Skull Creek, Zufluss zum Oil Creek
- Skull Creek, Zufluss zum Sand Creek
- Slate Creek
- Slough Creek
- Smith Creek
- Smiths Fork, Zufluss zum Bear River
- Smiths Fork, Zufluss zum Blacks Fork
- Snake River
- Snyder Creek
- Soda Butte Creek
- Soldier Creek
- Sour Creek
- South Beaver Creek, Zufluss zum Beaver Creek im Sublette County
- South Beaver Creek, Zufluss zum Beaver Creek im Weston County
- South Bitch Creek
- South Buffalo Fork
- South Chugwater Creek
- South Clear Creek
- South Cottonwood Creek
- South Fork Big Creek
- South Fork Casper Creek
- South Fork Crazy Woman Creek
- South Fork Fish Creek
- South Fork Fontenelle Creek
- South Fork Hay Creek
- South Fork Horse Creek
- South Fork Little Wind River
- South Fork Otter Creek
- South Fork Owl Creek
- South Fork Powder River
- South Fork Shoshone River
- South Fork Sybille Creek
- South Fork Wood River
- South Horse Creek
- South Leigh Creek
- South Lodgepole Creek
- South Piney Creek
- South Redwater Creek
- South Rock Creek
- South Spring Creek
- South Tongue River
- Spotted Horse Creek
- Spread Creek
- Spring Creek, Zufluss zum Antelope Creek
- Spring Creek, Zufluss zum Crow Creek
- Spring Creek, Zufluss zum Green River
- Spring Creek, Zufluss zum Greybull River
- Spring Creek, Zufluss zum Horseshoe Creek
- Spring Creek, Zufluss zum Lodgepole Creek
- Spring Creek, Zufluss zum North Platte River
- Spring Creek, Zufluss zum Nowood River
- Squirrel Creek
- Stockade Beaver Creek
- Strawberry Creek, Zufluss zum Salt River
- Strawberry Creek, Zufluss zum Sweetwater River
- Stump Creek
- Sulphur Creek
- Sunlight Creek
- Sweetwater Creek
- Sweetwater River
- Swift Creek
- Sybille Creek

T
- Teapot Creek
- Tensleep Creek
- Teton Creek
- Thompson Creek
- Thorofare Creek
- Threemile Creek
- Tincup Creek
- Tongue River
- Tosi Creek
- Tower Creek
- Trail Creek
- Trapper Creek
- Trout Creek, Zufluss zum Little Wind River
- Trout Creek, Zufluss zum North Fork Shoshone River
- Twentymile Creek
- Twin Creek, Zufluss zum Bear River
- Twin Creek, Zufluss zum Little Popo Agie River
- Twin Creek, Zufluss zum Pass Creek

V
- Vermillion Creek

W
- Wagonhound Creek
- Wagon Hound Creek
- Walker Creek
- Wallace Creek
- Wallows Creek
- Warm Spring Creek
- West Branch Willow Creek
- West Fork Beaver Creek
- West Fork Big Goose Creek
- West Fork Blacks Fork
- West Fork Hams Fork
- West Fork La Bonte Creek
- West Fork Smiths Fork
- West Muddy Creek
- West Pass Creek
- West Tensleep Creek
- Whistle Creek
- White Creek, Zufluss zum Firehole River
- White Creek, Zufluss zum Shell Creek
- Wiggins Creek
- Wildcat Creek, Zufluss zum Horse Creek
- Wildcat Creek, Zufluss zum Lodgepole Creek
- Wild Cow Creek
- Wild Horse Creek
- Willow Creek, Zufluss zum Fivemile Creek
- Willow Creek, Zufluss zum Hams Fork
- Willow Creek, Zufluss zum Hoback River
- Willow Creek, Zufluss zum Little Snake River
- Willow Creek, Zufluss zum New Fork River
- Willow Creek, Zufluss zum Salt River
- Willow Creek, Zufluss zum Smiths Fork
- Willow Creek, Zufluss zum Sweetwater River
- Willow Creek, Zufluss zum Wind River
- Wind River
- Wolf Creek
- Wood River

Y
- Yellow Creek
- Yellowstone River
- Young Woman Creek